# Altsimmeringer Pfarrkirche

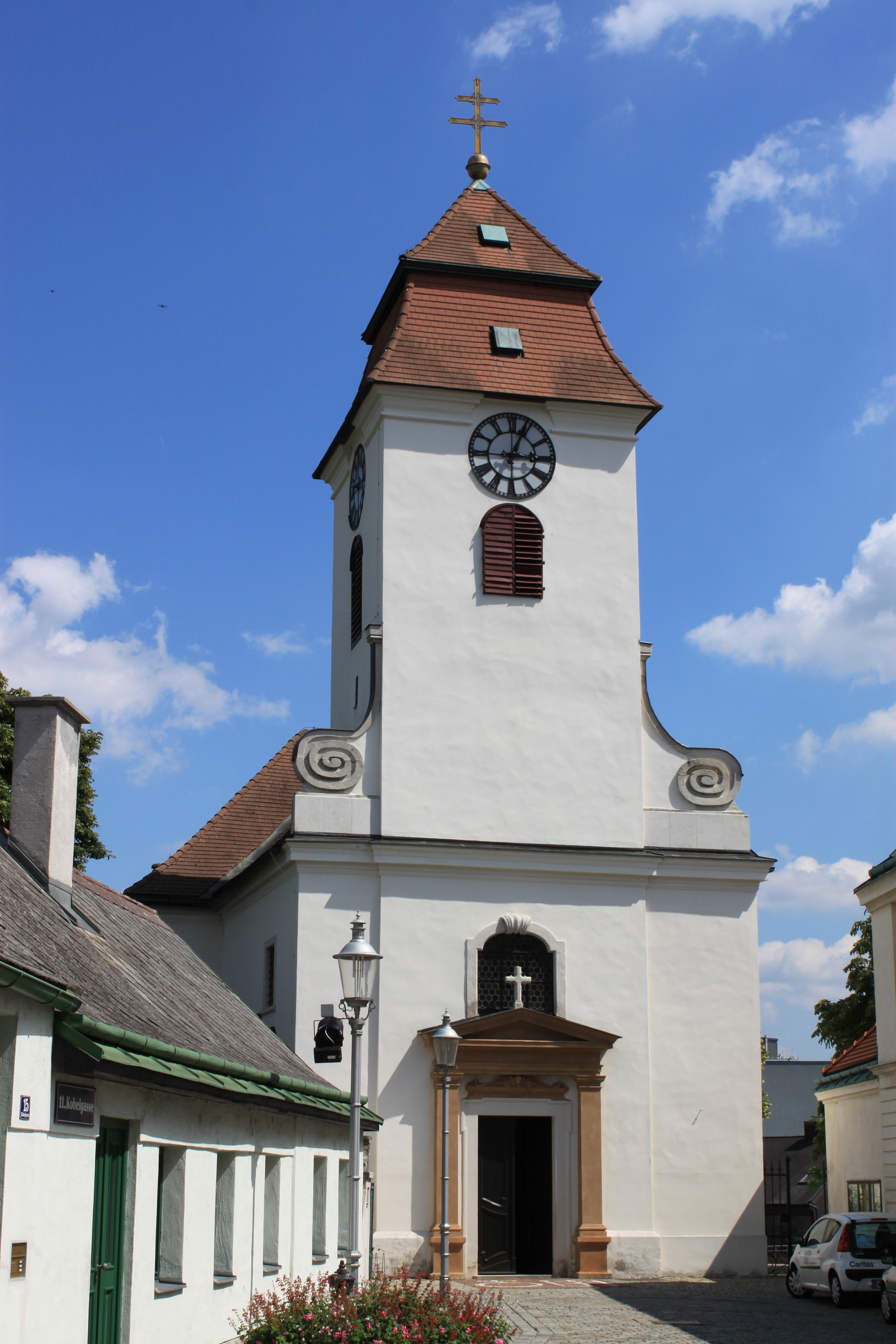
Hauptportal der Altsimmeringer Pfarrkirche

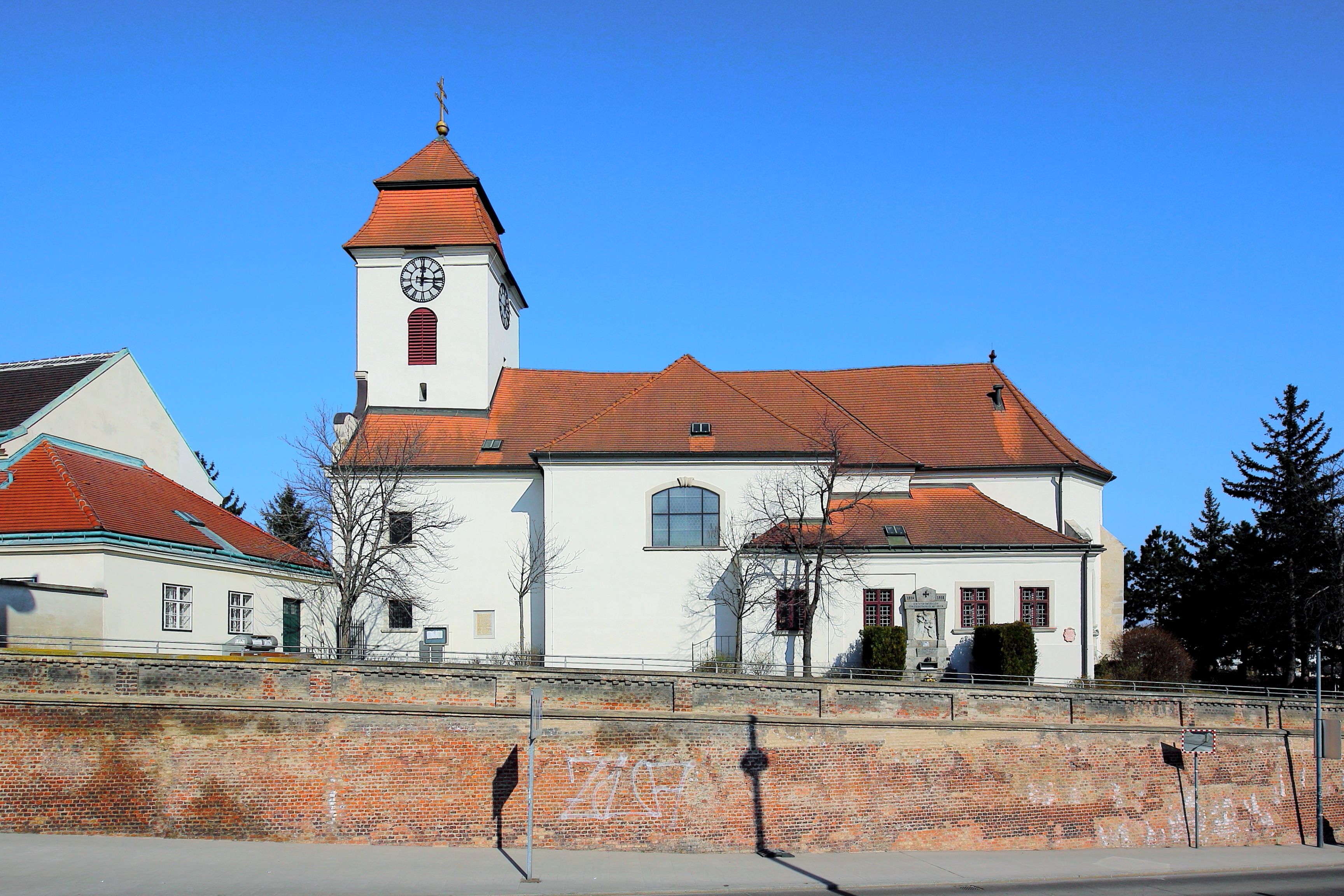
Südwestansicht der Pfarrkirche

Die Altsimmeringer Pfarrkirche (St.-Laurenz-Kirche) ist eine römisch-katholische Pfarrkirche im 11. Wiener Gemeindebezirk Simmering in der Kobelgasse. Sie gilt als einer der ältesten Sakralbauten Wiens; in ihrer heutigen Form wurde sie im 18. Jahrhundert erbaut und steht unter Denkmalschutz. Die zugehörige Pfarre Altsimmering liegt im Stadtdekanat 11 des zur Erzdiözese Wien gehörenden Vikariates Wien Stadt.

## Lage
Die Kirche befindet sich auf einer Anhöhe im alten Ortskern Simmerings, in unmittelbarer Nähe der Simmeringer Hauptstraße. Nördlich der Kirche befindet sich der Simmeringer Friedhof. Seitlich und hinter der Kirche sind noch einige Grabsteine des alten Bergfriedhofs erhalten.

## Geschichte

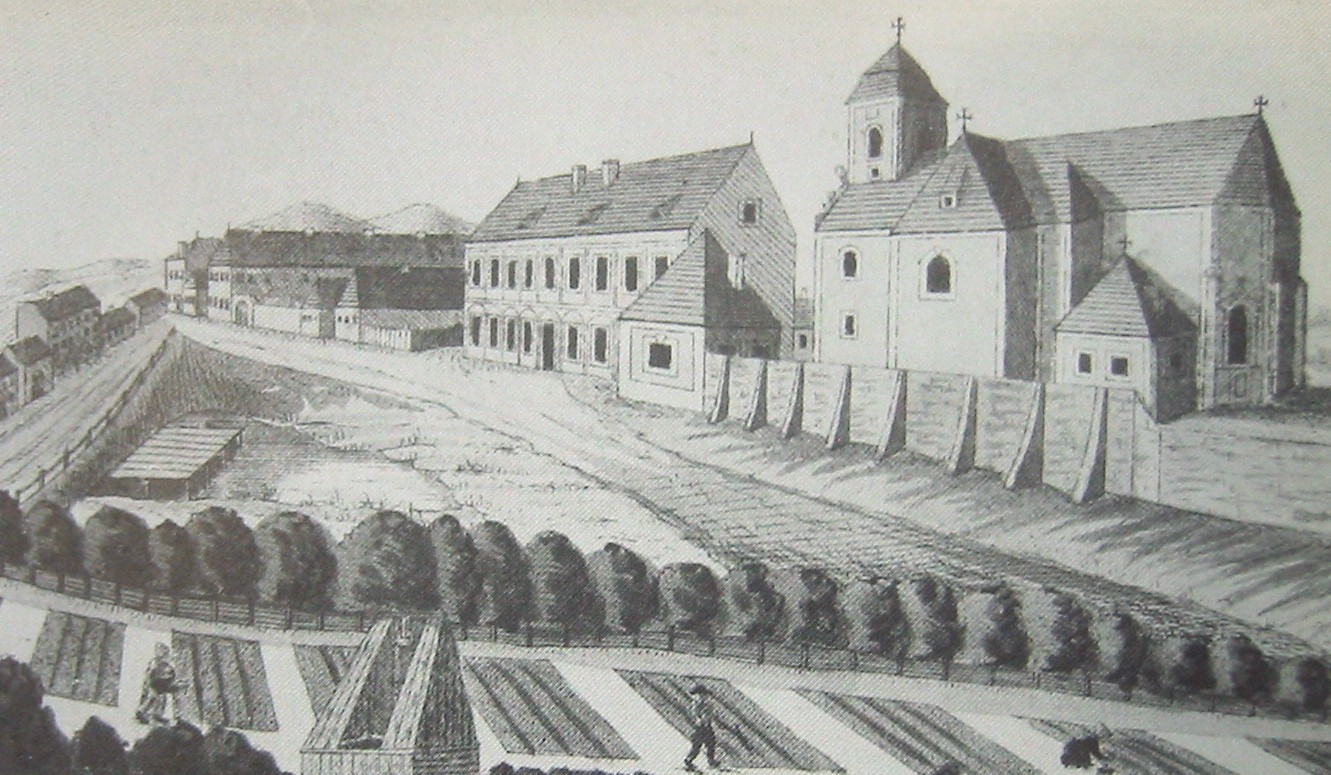
Die Kirche Anfang des 19. Jahrhunderts

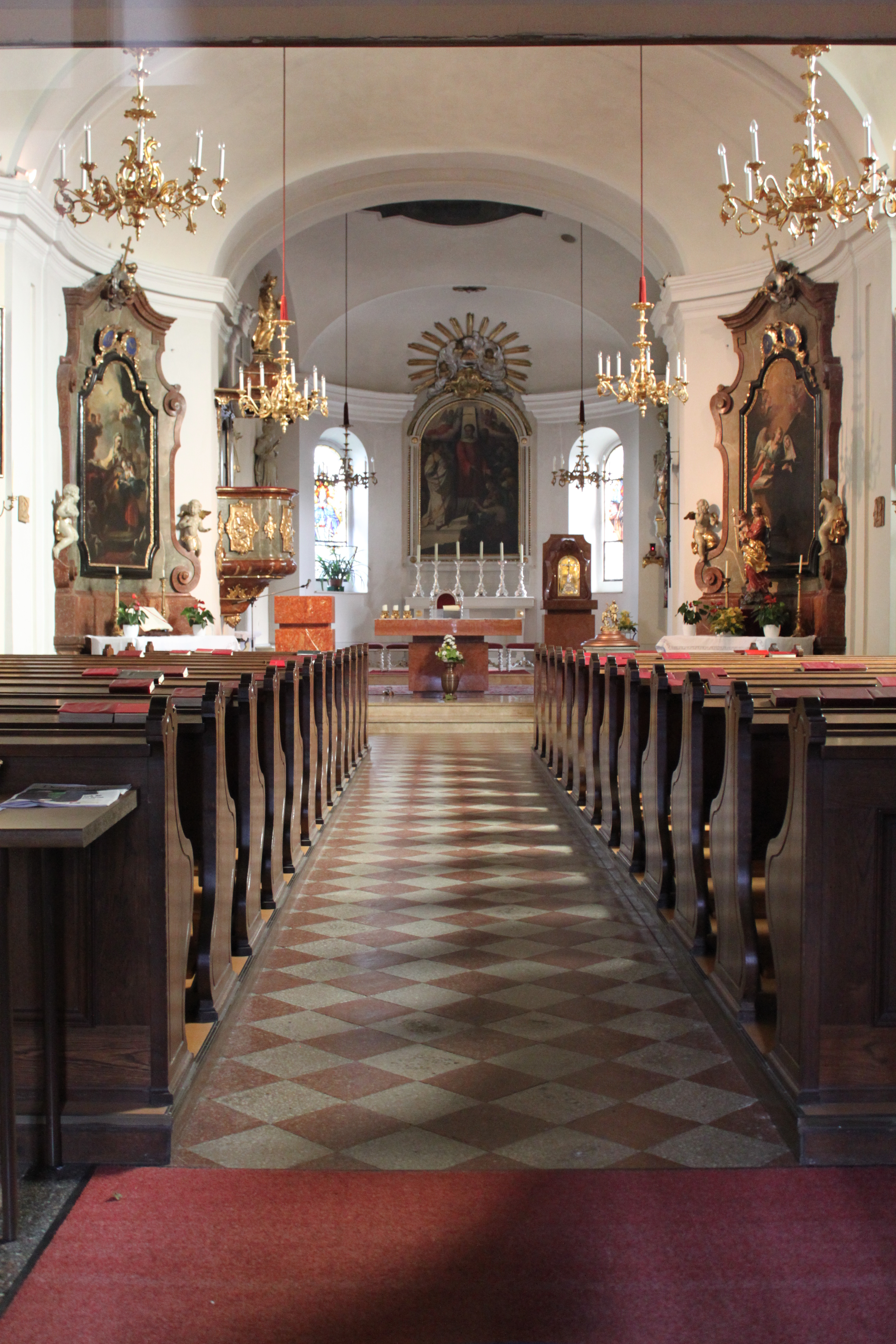
Innenraum der Altsimmeringer Pfarrkirche

Die Altsimmeringer Pfarrkirche ist eine der ältesten Kirchen auf dem Gebiet des heutigen Wiens, bereits vor rund 1000 Jahren dürfte es Ausgrabungen zufolge eine Kirche in Simmering gegeben haben. Sie wurde 1267 erstmals als Filialkirche von St. Stephan urkundlich erwähnt und ist dem heiligen Laurentius geweiht. Im Jahr 1440 umfasste der Pfarrbezirk Simmering auch Erdberg, Sankt Marx, die Landstraße und den Rennweg. Auf einem Gemälde von Lucas van Valckenborch aus dem Jahre 1590 ist die damalige Kirche mit einem romanischen Langhaus und einem gotischen Altarraum erkennbar. Der Kirchturm ist ein ehemaliger Wehrturm, der in die Kirchenfassade integriert wurde.
Im Zuge sowohl der ersten als auch zweiten Türkenbelagerung wurde die Kirche schwer in Mitleidenschaft gezogen und nur notdürftig wieder instand gesetzt. Am 11. Juli 1746 wurde mit dem Bau der heutigen Pfarrkirche begonnen, nicht zuletzt aufgrund der steigenden Bevölkerungszahl Simmerings, für die das alte Kirchengebäude nicht mehr die nötigen Kapazitäten bot. Baumeister war Matthias Franz Gerl, der der Kirche ihr heutiges spätbarockes Erscheinungsbild gab. Der obere Teil des Turmes wurde Anfang des 19. Jahrhunderts neu gestaltet. 1910 wurde das den hl. Laurentius darstellende Hochaltarbild, das 1819 von Josef Hendel geschaffen wurde, gegen ein 1882 von Heinrich Bauer junior geschaffenes Bild ausgetauscht. In den 1970er Jahren erfolgte eine Renovierung des Kircheninneren, bei der unter anderem der Altarraum vergrößert wurde und der Hochaltar aus dem Jahre 1777 einem neuen Volksaltar weichen musste.
Seit 1933 befindet sich ein Kriegerdenkmal zu Ehren der aus Simmering stammenden Gefallenen des Ersten Weltkrieges direkt an der Kirchenmauer. Nach dem Zweiten Weltkrieg wurde zusätzlich eine Gedenktafel zur Erinnerung an die Opfer dieses Krieges angebracht.